# Haïku
Pour les articles homonymes, voir Haïku (homonymie).

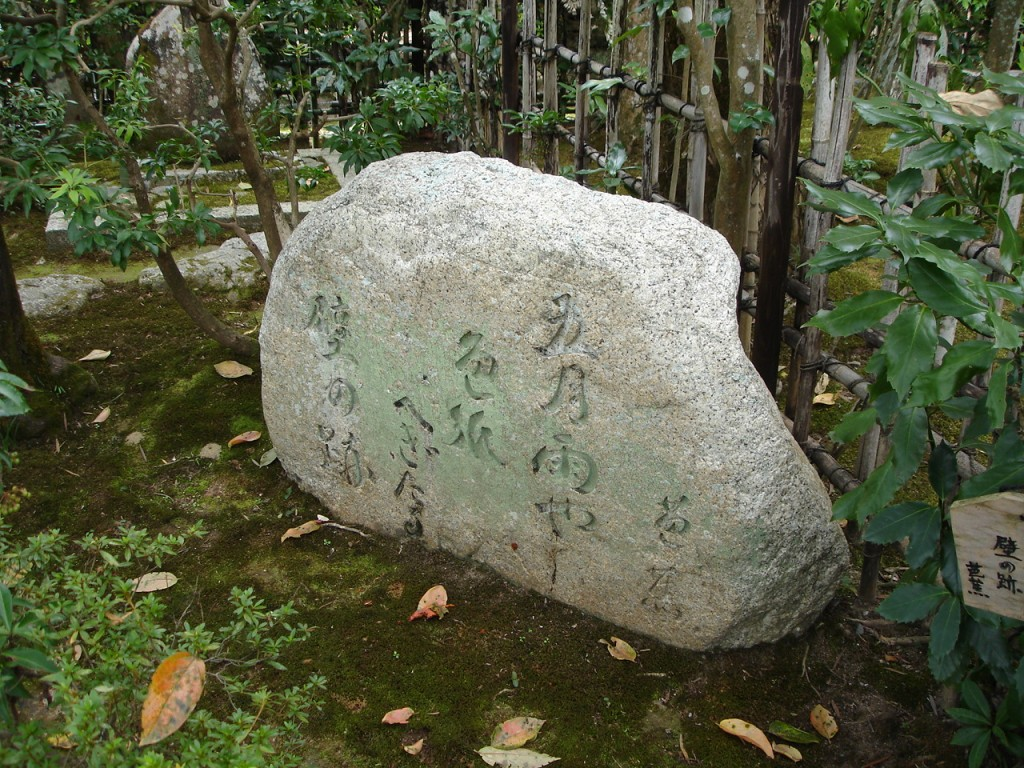
Pierre gravée d'un haïku à Kyoto.

Le haïku (俳句, haiku) est une forme poétique d'origine japonaise extrêmement brève, célébrant l'évanescence des choses et les sensations qu'elles suscitent. Un haïku évoque généralement une saison (le kigo) et comporte souvent une césure (le kireji). Il est composé en principe de 17 mores réparties en trois vers suivant un schéma 5/7/5.

## Histoire
Le haïku est une forme poétique très codifiée et dont la paternité, dans son esprit actuel, est attribuée au poète Bashō Matsuo (1644-1694),. Le haïku tire son origine du haïkaï (俳諧, haikai), abréviation de haikai no renga, un genre de renga drôle, léger, parfois frivole et grivois. Le haïkaï se distinguait ainsi des autres genres poétiques japonais, où étaient cultivés avant tout l'élégance et le raffinement. Il s'est développé avec Sōkan et Arakida Moritake au XVIe siècle.
Le haïkaï était composé d'un premier verset (発句, hokku) de 17 mores en 5/7/5, suivi de plusieurs versets de 14 et 17 mores. Le haïku, contraction de haikai no hokku, correspond au premier verset du haïkaï, qu'il remplaça progressivement. C'est Masaoka Shiki qui forge le mot haïku en 1891. Le haïku est calligraphié traditionnellement sur une seule ligne verticale au Japon[réf. souhaitée].
Les haïkus ne sont connus en Occident que depuis la fin du XIXe siècle. Les écrivains occidentaux ont alors tenté de s'inspirer de cette forme de poésie brève. La plupart du temps, ils ont choisi de transposer le haïku japonais sous la forme d'un tercet de trois vers de 5, 7 et 5 syllabes, et non de mores, pour les haïkus occidentaux. Cependant, une syllabe française peut contenir jusqu'à trois mores, ce qui engendre des poèmes irréguliers. Il est écrit sur trois lignes dans son adaptation francophone depuis 1905. Il existe des voix critiques concernant la distribution de celles-ci,.
Contrairement à la langue française, le japonais du XVIIe siècle diffère beaucoup de la langue japonaise actuelle, tant dans sa grammaire et son vocabulaire que dans l'écriture. Pour un lecteur français, il équivaut donc à l'ancien français, avec la difficulté supplémentaire qui est l'évolution de l'écriture elle-même.

## Exemple

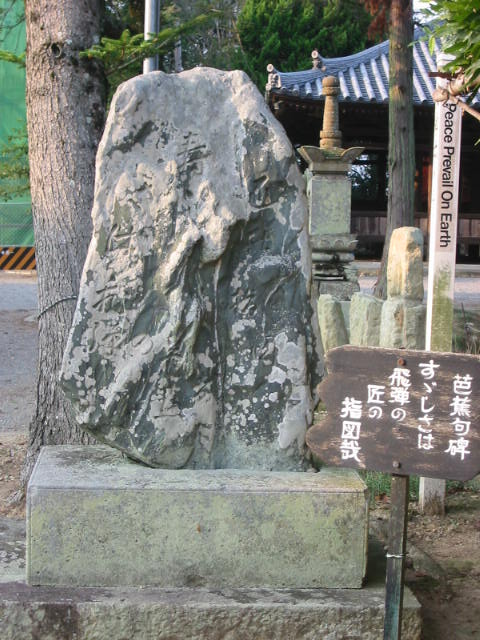
Tombe de Matsuo Bashō.

À titre d'exemple, voici l'un des plus célèbres haïkus japonais, écrit par le premier des trois maîtres classiques, Bashō :
« 
Un vieil étang

Une grenouille qui plonge,

Le bruit de l'eau.
 »
L'original japonais est :
« 
古池や (furu ike ya, fu/ru/i/ke ya : 5)

蛙飛込む (kawazu tobikomu, ka/wa/zu to/bi/ko/mu : 7)

水の音 (mizu no oto, mi/zu no o/to : 5)
 »
Soit 17 mores (5-7-5).
Ce haïku est celui que l'on présente le plus lorsqu'il s'agit d'expliquer ce qu'est un haïku. Il en existe de multiples traductions. C'est surtout le troisième vers qui pose un problème. De nombreux haijin (poètes pratiquant l'art du haïku) préfèrent « le bruit de l'eau », plus proche du sens littéral, à « un ploc dans l'eau ». Ya, un kireji, traduit une émotion. Le texte ne donne aucune indication de pluriel ou de singulier, ni aucune indication de temps. Par ailleurs, en japonais, les articles n'existent pas, les genres non plus. Le mot à mot du poème est le suivant :
vieil/ancien étang(s) ah
grenouille(s) tomber/plonger
bruit(s) de l'eau(x). Rien dans le texte ne vient indiquer que la/les/des grenouille(s) tombent/sont tombées/tomberont dans un/le/des vieil/vieux étang(s). Dans la langue japonaise commune, « grenouille » se dit « kaeru ».
La traductrice Corinne Atlan en a même proposé une version différente en s'attachant plus à un effet visuel, « l'eau se brise », qu'à un effet sonore.
Le sens d'un haïku se révèle, pour la plupart des cas, dans sa proximité avec d'autres haïkus, lorsqu'il fut publié dans des éditions collectives, ou dans son rapport à une histoire, lorsqu'il fut publié dans des récits en prose. La densité du haïku tient à la souplesse de la langue japonaise, à la richesse de son vocabulaire, au jeu des homophonies (très nombreuses dans cette langue), et à l'usage des kanjis ou des alphabets syllabaires. L'utilisation des kanjis fait référence plutôt à la culture d'origine chinoise, tandis que l'usage des alphabets syllabaires fait plutôt référence à la culture japonaise dans ce qu'elle a de propre, un peu comme en français week-end diffère de « fin de semaine », même si la définition des termes est la même.
Les maîtres du haïku classique vivaient de la correction des haïkus de leurs élèves, c'est dire si le haïku répond à des règles de composition rigoureuses et particulièrement ardues. La langue utilisée dans le haïku classique diffère de la langue parlée ou écrite à la même époque, et c'est une des principales difficultés de sa composition. La conséquence directe est qu'il peut être difficilement compréhensible au commun des mortels, outre qu'il est rempli de références explicites ou implicites à la culture des lettrés et du bouddhisme. La littérature classique japonaise est une langue qui privilégie l'allusion et l'implicite. 
Le haïku s'est démocratisé aujourd'hui, on en trouve des formes simplifiées jusque dans les quotidiens à grand tirage. C'est un jeu pour tous les âges, où l'on ne cherche pas nécessairement à être corrigé par un maître.

## Style

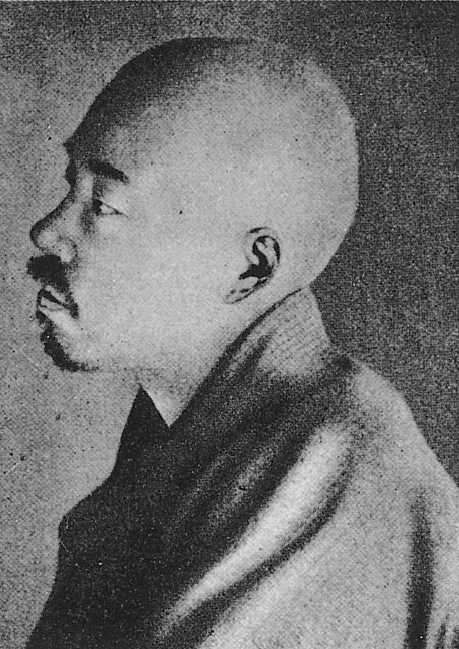
Photo de Masaoka Shiki (1867-1902).

Un haïku ne se contente pas de décrire les choses, il nécessite le détachement de l'auteur. Il traduit le plus souvent une sensation. Il est comme une sorte d'instantané. Cela traduit une émotion, un sentiment passager, le haïku ne se travaille pas, il est rapide et concis. Il n'exclut cependant pas l'humour, les figures de style, mais tout cela doit être utilisé avec parcimonie. Il doit pouvoir se lire en une seule respiration et de préférence à voix haute. Il incite à la réflexion. Il est préférable de le lire deux fois afin d'en saisir complètement le sens et la subtilité. C'est au lecteur qu'il revient de se créer sa propre image. Ainsi, le haïku ne doit pas seulement décrire mais évoquer.
Le spécialiste du haïkaï classique Seegan Mabesoone, dans son article Du haïku comme un art “natsukashii”, définit le haïku non pas seulement comme un « instantané », mais, d'un point de vue plus général et plus concret, comme un art de la juxtaposition d'images non-logique (toriawase 取り合わせ) guidée par l'émotion (yojō 余情/ natsukashisa 懐かしさ), lequel n'exclut pas l'expression de la durée et/ou des souvenirs (nombreux exemples cités de haïkus « de réminiscence de l'enfance » dans les styles tardifs de Matsuo Bashō – karumi, ou de Kobayashi Issa - « haïkus enfantins » ). Ainsi, plutôt qu'une phrase répartie sur trois lignes, le haïku procède par une notion de césure entre deux images, souvent « séparées et liées à la fois » par un kireji, laquelle met en valeur un sentiment d'inattendu, de « vide » (yojō 余情, ma 間) entre les deux sujets traités (on trouve aussi, plus rarement, des haïkus ne comportant qu'une seule image, cependant traitée de façon inattendue, ce qui crée le même sentiment de vacuité - on parle alors de Ichibutsu jitate 一物仕立て, par opposition au procédé plus général de montage d'images, le tori awase 取り合わせ). 
La scène décrite dans un haïku n'est pas regardée par un observateur externe. Le « je » peut être utilisé mais celui-ci sera plus vecteur d’interprétation, projetant une vision sur la scène, tel un élément du paysage. Il donne un sens à la scène, mais n’en fait pas partie. C'est pour cette raison que la première personne est souvent absente de l’énonciation. Une fois le cadrage effectué, dans lequel le poète recherche l'essentiel, celui-ci mène un travail d’épuration de son poème. Cette façon d’envisager le haïku a été promue au XIXe siècle par le poète Masaoka Shiki.
L'une des principales difficultés pour les haïkistes francophones est de retrouver une notion de flou qui est plus appropriée à la langue japonaise, celle-ci étant davantage contextuelle que le français, et utilisant moins d'articles et de formes de conjugaison. Des débats ont également lieu pour tenter de donner des pistes sur la ponctuation. Des tirets, des espaces ou signes d'ondulation paraissent le mieux s'approcher de la façon d'écrire très sobre des Japonais.[réf. nécessaire]

## Règle dukigo
Les poètes de haïku de la mouvance traditionaliste (revue Hototogisu et descendance de Kyoshi Takahama) considèrent qu'il s'agit d'une règle absolue. Un haïku doit toujours, selon eux, contenir un kigo (mot de saison) et un seul, c'est-à-dire une référence à la nature ou un mot clé concernant l'une des cinq saisons (le nouvel an étant considéré comme une saison à part entière dans la poésie-haïku). Si la saison peut être nommée, le cadre poétique impose le plus souvent de l'évoquer par les termes répertoriés dans les saïjiki (almanachs poétiques) : cerisier en fleurs pour le printemps, vol de hannetons pour l’été, etc. Même « la pleine lune » peut être rattachée à une saison en particulier (l'automne selon la sensibilité japonaise), et constitue ainsi un excellent kigo.
Division approximative des saisons selon l'ancien calendrier lunaire :
- printemps : 4 février - 5 mai
- été : 6 mai - 7 août
- automne : 8 août - 6 novembre
- hiver : 7 novembre - 3 février

Quand le haïku ne contient pas d'élément indiquant la saison, on l'appelle un muki-haïku (無季俳句, littéralement « haïku-sans-mot-de-saison ») ou simplement muki (無季), tels les poèmes de Taneda Santōka (1882-1940) ou ceux de Ozaki Hōsai (1885-1926), mais aussi certaines œuvres classiques de Kobayashi Issa ou même de Matsuo Bashō.

## Transgressions
Philippe Costa estime que transgresser la règle du 5/7/5 est contre-productif : « Cette contrainte présente un immense intérêt pour la créativité elle-même. Pourquoi ? Parce que la contrainte pousse à chercher des solutions pour pouvoir s’y conformer et que, face à l’impossibilité de trouver des solutions littéraires conventionnelles, on doit souvent avoir recours à d’autres qui ne le sont pas […]. C’est donc précisément en cela que la contrainte pousse à la créativité, à l’innovation littéraire, à trouver des formes réellement poétiques. Paradoxalement : se conformer à la contrainte mène à l’innovation littéraire ; et la contrainte engendre la plus grande liberté de langage. Et plus elle est sévère, plus elle est créatrice. On aurait tort de s’en priver. » Ceci est d'ailleurs vrai pour toutes les contraintes poétiques, loi comprise depuis longtemps par les symbolistes ou par l'OuLiPo.
Cependant, il n'est pas rare de trouver, même chez les classiques, des haïkus qui transgressent les règles. Mais de l'ensemble doit se dégager ce que certains appellent un « esprit haïku » – indéfinissable en tant que tel. Il procède du vécu, du ressenti, de choses impalpables. Généralement, la structure court-long-court est conservée. Cela dit, la structure 5-7-5 est encore la plus courante.
Les haïkus avec quelques mores de plus ou de moins sont parfois tolérés, sous la forme hachō (rythme brisé), et des termes techniques les désignent : un haïku de plus de 17 mores est dit ji-amari (« lettres en trop »), et un de moins de 17 mores est dit ji-tarazu (« lettres en moins ») ; cependant, ils ne sont considérés comme de bons haïkus que si la brisure semble inévitable pour obtenir l'effet produit. Les haïkus de type 5-5-7 ou 7-5-5 (voire 5-12 ou 12-5 quand un mot enjambe une division) sont plus fréquents. (L'œuvre du troisième maître classique, Issa, présente de nombreux exemples de chacune de ces transgressions.)
Il existe de multiples écoles de haïku, de multiples tendances — le haïku zen, le haïku urbain, le haïku engagé… —, chacune pouvant ou non respecter les règles de base.
Le senryū est une forme de poésie similaire, mais qui met l'accent sur l'humour au lieu de la nature, et où l'auteur se met plus facilement en avant. Il est généralement plus léger que le haïku. Le kigo n'est pas nécessaire pour écrire un senryū.

## Maîtres japonais dehaïku

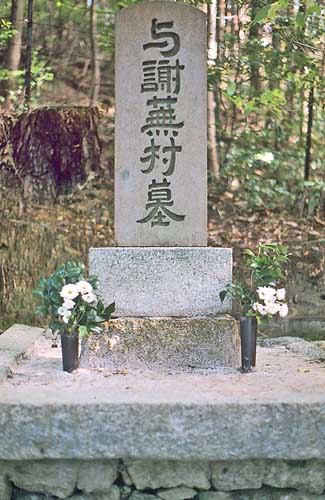
Tombe de Yosa Buson.

Les noms sont donnés dans l'ordre occidental (prénom nom). Les maîtres les plus connus sont traditionnellement désignés par leur prénom (de naissance ou de plume) seul.
Antécédents (haïkaï-renga) :
- Sōkan Yamazaki (1465-1553) dit Sōkan
- Arakida Moritake (荒木田 守武, Arakida Moritake?, 1473-1549) dit Moritake

Période d'Edo (1600-1868) :
- Bashō Matsuo (1644-1694) dit Bashō
- Chiyo-ni (1703-1775) dite la nonne Chiyo
- Buson Yosa (1716-1783) dit Buson
- Issa Kobayashi (1763-1828) dit Issa
- Ryōkan Taigu (1758-1831) dit Ryōkan

Ère Meiji (1868-1912) et ère Taishō (1912-1926) :
- Shiki Masaoka (1867-1902) dit Shiki
- Sōseki Natsume (1867-1916) dit Sōseki
- Sokotsu Samukawa (1875 - 1954)
- Yosano Akiko (1878 - 1942)

Ère Shōwa (1926-1989) :
- Kenshin Sumitaku (1961-1987) dit Kenshin
- Kyoshi Takahama (1874-1959) dit Kyoshi

Modernes :
- Ippekirō Nakatsuka (1887-1946)
- Sekitei Hara (1886-1951)
- Hisajo Sugita (1890-1946)
- Sujū Takano (1893-1976)
- Kakio Tomizawa (1902-1962)
- Kōi Nagata (1900-1997)
- Hōsai Ozaki (尾崎 放哉, Ozaki Hōsai?, 1885-1926) dit Hōsai
- Taneda Santōka (1882-1940) dit Santōka
- Shūson Katō (1905-1993)
- Tōta Kaneko (1919-2018)
- Ban'ya Natsuishi (夏石 番矢, Natsuishi Ban'ya?, né en 1955)

La personne écrivant des haïkus est appelée haijin (俳人), ou parfois également « haïdjin » ou « haïkiste ».

## Haïkusen langue française
Chaque langue ayant sa métrique propre, le haïku en français (parfois orthographié « haïkou »,) — comme, plus généralement, le « haïku occidental » — remplace habituellement les mores par des syllabes et prend la forme d'un tercet de trois vers composés respectivement de cinq, sept et cinq syllabes. En voici quelques exemples, par ordre alphabétique des noms d'auteur :
- Bernard Anton, poète, Montagnes de cendres,  (ISBN 978-2-343-20676-9), éditions Les Impliqués, Paris, 2020 et Célébrades,  (ISBN 978-2-343-23113-6), éditions les Impliqués, Paris, 2021.
- Le premier recueil en langue française fut rassemblé en 1905 dans Au fil de l'eau, sur une initiative de Paul-Louis Couchoud[18]
- Paul Claudel, Cent phrases pour éventails, Paris, Gallimard, 1942.
- Béatrice Corti-Dalphin, Thé dans les nuages en 2017 et Lunes du troisième mois en 2018.
- Philippe Denis, Inventions, suivi de Notes sur des pivoines, Gouville-sur-Mer, Le bruit du temps, 2021.
- Paul Éluard signe onze haï-kaïs sous le titre collectif Pour vivre ici, onze haï-kaïs (1920).
- Georges Friedenkraft constate que, puisque le français est une langue peu rythmée, les haïkus en langue française comportent souvent des allitérations ou des rimes discrètes[19], comme en témoigne ce texte de Jacques Arnold[20] :

Jasons : Dieu merci
Ça sent si bon sa forêt
La soupe au persil
- Nicolas Grenier, poète français
- Alain Kervern, Tro Breizh, En notre faim, notre commencement, Morlaix, Skol Vreish, 2001
- Stéphanie Le Bail, Le Bruit de l'eau, Paris, Glyphe, 2013
- Seegan Mabesoone / マブソン青眼, poète français et spécialiste du haïkaï classique, vivant au Japon, s'exprimant principalement en japonais, qui a publié plusieurs livres sur le haïku classique et moderne (en japonais et en français), des recueils de haïkus, des romans-haïbun ainsi que plusieurs traductions (notamment de Kobayashi Issa et des haïjins japonais pendant la Seconde Guerre mondiale) : Haïkus aux Marquises - Haiku i te Fenua Ènata 『マルキーズ諸島百景』, édition trilingue japonais/français/marquisien du sud, Pippa Éditions, 2019,  (ISBN 978-2-37679-037-2).
- René Maublanc (1891-1960), Cent haïkaï, Maupré, Le mouton blanc, 1924.
- Roger Munier, poète et philosophe français
- Dimitri Rataud, L'Amour comme un Haïku chez Pippa Edition, 2019.
- Herman Van Rompuy, homme politique belge, président du Conseil européen, a publié un recueil de haïku en avril 2010.
- Elsie Suréna, autrice haïtienne de Haïkus d'un soir, poésies, en 2009.
- Julien Vocance, auteur de haïkaï dans Cent visions de guerre (1916), qui a pour sujet la Première Guerre mondiale[21].

#### Littérature jeunesse
- Jean-Hugues Malineau, illustrations de Janik Coat, Mon Livre de haïkus - À lire, à dire et à inventer, Albin Michel Jeunesse, 2012  (ISBN 9782226238900).
- Agnès Domergue, illustrations de Cécile Hudrisier
  - Il était une fois… Contes en haïku, éditions Thierry Magnier, 2013  (ISBN 978-2-36474-215-4) - Prix Sorcières premières lectures 2014.
  - Autrefois l'Olympe… Mythes en haïku, éditions Thierry Magnier, 2015  (ISBN 978-2-36474-550-6).
- Véronique Brindeau, illustrations de Sandrine Thommen, J'écris des haïkus, éditions Philippe Picquier, 2016  (ISBN 978-2-8097-1191-2).